# Couto de Magalhães
Couto de Magalhães is een gemeente in de Braziliaanse deelstaat Tocantins. De gemeente telt 5.102 inwoners (schatting 2009).